# Coppa del Mondo di distanza
La Coppa del Mondo di distanza di sci di fondo è un trofeo assegnato annualmente dalla Federazione Internazionale Sci a partire dalla stagione 2003-2004. Una coppa analoga, denominata Coppa del Mondo di lunga distanza, è stata assegnata per quattro stagioni, dal 1997 al 2000; nel 2000 fu assegnata anche, per l'unica volta, la Coppa del Mondo di media distanza.
La classifica viene stilata tenendo conto solo dei risultati delle gare di distanza disputate nel circuito della Coppa del Mondo di sci di fondo; alla fine della stagione lo sciatore e la sciatrice con il punteggio complessivo più alto vincono la Coppa del Mondo di specialità. Il trofeo consegnato al vincitore è una sfera di cristallo, che rappresenta il mondo, su un piedistallo. Ha la stessa forma, ma con dimensioni più piccole, del trofeo spettante ai vincitori della Coppa del Mondo di sci di fondo.

## Risultati
Risultati stagionali:

### Uomini
| Stagione | Vincitore                           | Secondo                             | Terzo                              |
| -------- | ----------------------------------- | ----------------------------------- | ---------------------------------- |
| 2004     | René Sommerfeldt ( Germania)        | Mathias Fredriksson ( Svezia)       | Frode Estil ( Norvegia)            |
| 2005     | Axel Teichmann ( Germania)          | Vincent Vittoz ( Francia)           | Tobias Angerer ( Germania          |
| 2006     | Tobias Angerer ( Germania)          | Vincent Vittoz ( Francia)           | Anders Södergren ( Svezia)         |
| 2007     | Tobias Angerer ( Germania)          | Vincent Vittoz ( Francia)           | Odd-Bjørn Hjelmeset ( Norvegia)    |
| 2008     | Lukáš Bauer ( Rep. Ceca)            | Pietro Piller Cottrer ( Italia)     | René Sommerfeldt ( Germania)       |
| 2009     | Pietro Piller Cottrer ( Italia)     | Dario Cologna ( Svizzera)           | Petter Northug ( Norvegia)         |
| 2010     | Petter Northug ( Norvegia)          | Lukáš Bauer ( Rep. Ceca)            | Marcus Hellner ( Svezia)           |
| 2011     | Dario Cologna ( Svizzera)           | Daniel Richardsson ( Svezia)        | Lukáš Bauer ( Rep. Ceca)           |
| 2012     | Dario Cologna ( Svizzera)           | Devon Kershaw ( Canada)             | Aleksandr Legkov ( Russia)         |
| 2013     | Aleksandr Legkov ( Russia)          | Dario Cologna ( Svizzera)           | Petter Northug ( Norvegia)         |
| 2014     | Martin Johnsrud Sundby ( Norvegia)  | Aleksandr Legkov ( Russia)          | Daniel Richardsson ( Svezia)       |
| 2015     | Dario Cologna ( Svizzera)           | Martin Johnsrud Sundby ( Norvegia)  | Evgenij Belov ( Russia)            |
| 2016     | Martin Johnsrud Sundby ( Norvegia)  | Maurice Manificat ( Francia)        | Niklas Dyrhaug ( Norvegia)         |
| 2017     | Martin Johnsrud Sundby ( Norvegia)  | Alex Harvey ( Canada)               | Matti Heikkinen ( Finlandia)       |
| 2018     | Dario Cologna ( Svizzera)           | Martin Johnsrud Sundby ( Norvegia)  | Hans Christer Holund ( Norvegia)   |
| 2019     | Aleksandr Bol'šunov ( Russia)       | Sjur Røthe ( Norvegia)              | Martin Johnsrud Sundby ( Norvegia) |
| 2020     | Aleksandr Bol'šunov ( Russia)       | Sjur Røthe ( Norvegia)              | Iivo Niskanen ( Finlandia)         |
| 2021     | Aleksandr Bol'šunov ( Russia)       | Ivan Jakimuškin ( Russia)           | Simen Hegstad Krüger ( Norvegia)   |
| 2022     | Iivo Niskanen ( Finlandia)          | Aleksandr Bol'šunov ( Russia)       | Johannes Høsflot Klæbo ( Norvegia) |
| 2023     | Pål Golberg ( Norvegia)             | Johannes Høsflot Klæbo ( Norvegia)  | Didrik Tønseth ( Norvegia)         |
| 2024     | Harald Østberg Amundsen ( Norvegia) | Johannes Høsflot Klæbo ( Norvegia)  | Pål Golberg ( Norvegia)            |
| 2025     | Simen Hegstad Krüger ( Norvegia)    | Martin Løwstrøm Nyenget ( Norvegia) | Hugo Lapalus ( Francia)            |

### Donne
| Stagione | Vincitrice                     | Seconda                              | Terza                                |
| -------- | ------------------------------ | ------------------------------------ | ------------------------------------ |
| 2004     | Valentyna Ševčenko ( Ucraina)  | Gabriella Paruzzi ( Italia)          | Kristina Šmigun-Vähi ( Estonia)      |
| 2005     | Marit Bjørgen ( Norvegia)      | Kateřina Neumannová ( Rep. Ceca)     | Kristina Šmigun-Vähi ( Estonia)      |
| 2006     | Julija Čepalova ( Russia)      | Kateřina Neumannová ( Rep. Ceca)     | Beckie Scott ( Canada)               |
| 2007     | Virpi Kuitunen ( Finlandia)    | Kateřina Neumannová ( Rep. Ceca)     | Aino-Kaisa Saarinen ( Finlandia)     |
| 2008     | Virpi Kuitunen ( Finlandia)    | Valentyna Ševčenko ( Ucraina)        | Justyna Kowalczyk ( Polonia)         |
| 2009     | Justyna Kowalczyk ( Polonia)   | Aino-Kaisa Saarinen ( Finlandia)     | Marianna Longa ( Italia)             |
| 2010     | Justyna Kowalczyk ( Polonia)   | Marit Bjørgen ( Norvegia)            | Kristin Størmer Steira ( Norvegia)   |
| 2011     | Justyna Kowalczyk ( Polonia)   | Marit Bjørgen ( Norvegia)            | Therese Johaug ( Norvegia)           |
| 2012     | Marit Bjørgen ( Norvegia)      | Justyna Kowalczyk ( Polonia)         | Therese Johaug ( Norvegia)           |
| 2013     | Justyna Kowalczyk ( Polonia)   | Therese Johaug ( Norvegia)           | Kristin Størmer Steira ( Norvegia)   |
| 2014     | Therese Johaug ( Norvegia)     | Marit Bjørgen ( Norvegia)            | Kerttu Niskanen ( Finlandia)         |
| 2015     | Marit Bjørgen ( Norvegia)      | Therese Johaug ( Norvegia)           | Heidi Weng ( Norvegia)               |
| 2016     | Therese Johaug ( Norvegia)     | Heidi Weng ( Norvegia)               | Ingvild Flugstad Østberg ( Norvegia) |
| 2017     | Heidi Weng ( Norvegia)         | Marit Bjørgen ( Norvegia)            | Krista Pärmäkoski ( Finlandia)       |
| 2018     | Heidi Weng ( Norvegia)         | Ingvild Flugstad Østberg ( Norvegia) | Jessica Diggins ( Stati Uniti)       |
| 2019     | Therese Johaug ( Norvegia)     | Ingvild Flugstad Østberg ( Norvegia) | Natal'ja Neprjaeva ( Russia)         |
| 2020     | Therese Johaug ( Norvegia)     | Heidi Weng ( Norvegia)               | Ebba Andersson ( Svezia)             |
| 2021     | Jessica Diggins ( Stati Uniti) | Ebba Andersson ( Svezia)             | Julija Belorukova ( Russia)          |
| 2022     | Therese Johaug ( Norvegia)     | Frida Karlsson ( Svezia)             | Krista Pärmäkoski ( Finlandia)       |
| 2023     | Kerttu Niskanen ( Finlandia)   | Jessica Diggins ( Stati Uniti)       | Tiril Udnes Weng ( Norvegia)         |
| 2024     | Jessica Diggins ( Stati Uniti) | Victoria Carl ( Germania)            | Ebba Andersson ( Svezia)             |
| 2025     | Jessica Diggins ( Stati Uniti) | Astrid Øyre Slind ( Norvegia)        | Victoria Carl ( Germania)            |